# 内莫利
内莫利（義大利語：Nemoli），是意大利波坦察省的一个市镇。总面积19平方公里，人口1525人，人口密度80.3人/平方公里（2009年）。ISTAT代码为076054。